# Trachysarus
Trachysarus es un  género de coleópteros adéfagos de la familia Carabidae.

## Especies
Comprende las siguientes especies:
- Trachysarus antarcticus Reed, 1874
- Trachysarus basalis Straneo & Jeannel, 1955
- Trachysarus bicolor Straneo & Jeannel, 1955
- Trachysarus emdeni Straneo & Jeannel, 1955
- Trachysarus kuscheli Straneo & Jeannel, 1955
- Trachysarus neopallipes Noonan, 1976
- Trachysarus ovalipennis Straneo & Jeannel, 1955
- Trachysarus pictipes Straneo, 1958
- Trachysarus punctiger Andrewes, 1931
- Trachysarus sericeus Andrewes, 1931